# Kruškovac
Kruškovac – wieś w Chorwacji, w żupanii licko-seńskiej, w mieście Gospić. W 2011 roku liczyła 20 mieszkańców.